# Funkstown
Pour la bataille de la guerre de Sécession, voir Bataille de Funkstown.
La ville de Funkstown est située dans le comté de Washington, dans l’État du Maryland, aux États-Unis. Sa population s’élevait à 904 habitants lors du recensement de 2010, estimée à 884 habitants en 2016.

## Source
- (en) Cet article est partiellement ou en totalité issu de l’article de Wikipédia en anglais intitulé « Funkstown, Maryland » (voir la liste des auteurs).